# Korčula (eiland)

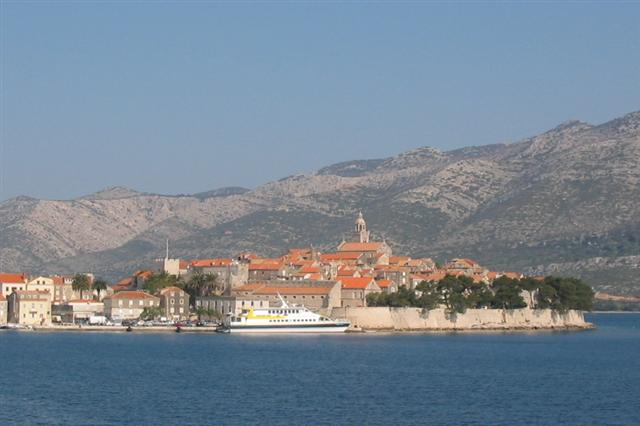
Korčula stad

Korčula (in het Venetiaans ook bekend als Curzola) is een eiland (47 km lang en circa 7 km breed), gelegen in het zuiden van de Adriatische Zee voor de kust van Kroatië, waar dit eiland ook toe behoort.
Het eiland staat ook wel bekend als het geboorte-eiland van de befaamde ontdekkingsreiziger Marco Polo; dit is echter niet bewezen. Het eiland behoorde in die periode tot de stad Venetië, waar hij ook zou kunnen zijn geboren. Feit is wel dat veel inwoners op dit eiland de achternaam Polo dragen.

## Economie
Korčula is met de boot 1,5 uur verwijderd van de historische Dalmatische stad Dubrovnik op het vasteland. De belangrijkste inkomstenbron van dit eiland is het toerisme. Verder produceren olijfboomgaarden en wijngaarden olijfolie en lokale wijnen (voornamelijk dessertwijnen). Lokale wijnen uit deze streek zijn de grk, cetinka, pošip of plavac mali.

## Flora
Korčula is een dichtbegroeid eiland met veelal een dichte bebossing met vooral steeneiken, aleppodennen en allerlei struikgewas. De kust bestaat uit baaien, grotten en helder water.

## Toerisme
Korčula is een geliefd eiland bij toeristen vanwege zijn natuurlijke schoonheid (o.a. stranden), vele verblijfsmogelijkheden (hotels, pensions, campings en jachthavens) het aangename klimaat en pittoreske plaatsen. Het eiland is een van de grotere eilanden van Kroatië en behoort tot een uit 48 bewoonde eilanden bestaande archipel.